# تاكاتا
«تاكاتا» وتكتب بالأحرف اللاتينية 'Tacata أو Tacatà أو Tacatá أغنية عالمية راقصة لفرقة Tacabro.
الأغنية المغناة بالإسبانية على وقع الموسيقى الإلكترونية والـ mixing هو من تأليف الثنانئي الإيطالي Mario Romano وSalvatore Sapienza المعروفين بـ Romano & Sapienza وRaul-Rodriguez Martinez.
المقاطع المغناة هي للمغني الكوبي الأصل Martínez Rodríguez وحازت أغنية «تاكاتا» على رواج كبير في علب الليل، وارتفعت إلى قمة قائمة الأغاني في عدة دول أهمها إيطاليا، والنمسا، والدول الإسكاندينافية.

## الوصلات الخارجية
- الموقع الرسمي لفرقة Tacabro